# Ангелци
Ангелци (на македонска литературна норма: Ангелци) е село в община Василево на Северна Македония.

## География
Селото е разположено северно от Струмица.

## История
На 2 километра североизточно от селото в местността Страната е разкрито неолитно селище.
Ангелци се споменава в османски преброителен дефтер от 1519 година като населено място с 209 жители, от които 204 са християни и само 5 са мюсюлмани.
През XIX век Ангелци е смесено българо-турско село. В „Етнография на вилаетите Адрианопол, Монастир и Салоника“, издадена в Константинопол в 1878 година и отразяваща статистиката на населението от 1873 година, Янгенци (Yanghentzi) е посочено като село със 110 домакинства, като жителите му са 130 мюсюлмани, 90 българи и 112 цигани. Според статистиката на Васил Кънчов („Македония. Етнография и статистика“) от 1900 г. селото е населявано от 345 жители, от които 220 българи християни и 125 турци.
В началото на XX век цялото християнско население на Ангелци е под върховенството на Българската екзархия. По данни на секретаря на екзархията Димитър Мишев („La Macédoine et sa Population Chrétienne“) през 1905 година в селото има 112 българи екзархисти и 24 цигани.
При избухването на Балканската война в 1912 година трима души от Ангелци са доброволци в Македоно-одринското опълчение.
В 1940 година в селото е построена църквата „Свети Йоан Златоуст“.
В 1953 година Ангелци има 661 жители, от които 519 македонци и 135 турци, в 1961 – 682 – 651 македонци и 24 турци, в 1971 – 787 жители, а в 1981 – 840 жители.
Според преброяването от 2002 година селото има 913 жители.
| Националност | Всичко |
| македонци    | 857    |
| албанци      | 0      |
| турци        | 34     |
| роми         | 0      |
| власи        | 0      |
| сърби        | 1      |
| бошняци      | 0      |
| други        | 21     |

## Личности
Родени в Ангелци
- Ангел Араламбов (около 1878 – ?), български революционер от ВМОРО, четник на Никола Жеков[9]
- Иван Панев (около 1892 – ?), македоно-одрински опълченец, 2-ра рота на 7-а кумановска дружина[10]
- Мануш Стаменов (около 1887 – ?), български просветен деец
- Милан (Милош) Стоилов (Стоименов) (около 1872 или 1877 – ?), македоно-одрински опълченец, 1-ва и 2-ра рота на 7-а кумановска дружина[11]
- Харалампи Стоилов (около 1866 – ?), македоно-одрински опълченец, 1-ва и 2-ра рота на 7-а кумановска дружина, носител на бронзов медал[12]

Починали в Ангелци
- Андон Лазаров (около 1871 – 1926), български революционер от ВМОРО